# Scacco matto (serie televisiva)
Scacco matto (Checkmate) è una serie televisiva statunitense in 70 episodi trasmessi per la prima volta nel corso di 2 stagioni dal 1960 al 1962.

## Trama
Una agenzia investigativa privata di San Francisco, la "Checkmate Inc.", deve risolvere diversi casi riguardanti atti criminali. L'agenzia è guidata da Anthony George e Doug McClure; uno dei loro consiglieri è il dottor Carl Hyatt, un professore universitario

## Personaggi
- Jed Sills (70 episodi, 1960-1962), interpretato da	Doug McClure.
- Dr. Carl Hyatt (70 episodi, 1960-1962), interpretato da	Sebastian Cabot.
- Don Corey (68 episodi, 1960-1962), interpretato da	Anthony George.
- tenente Thomas Brand (8 episodi, 1960-1961), interpretato da	Ken Lynch.
- Chris Devlin (6 episodi, 1961-1962), interpretato da	Jack Betts.
- Barbara Simmons (4 episodi, 1961), interpretato da	Donna Douglas.
- capitano Holland (4 episodi, 1961), interpretato da	Barney Phillips.
- Carson (3 episodi, 1961-1962), interpretato da	Ed Nelson.
- Cameriera (3 episodi, 1961-1962), interpretato da	Jeane Wood.
- maggiore (3 episodi, 1960-1962), interpretato da	Tyler McVey.

### Guest star
- Anna Maria Alberghetti
- Dana Andrews
- Anne Baxter
- Jack Benny
- Charles Bickford
- Ellen Burstyn
- Richard Conte
- Russ Conway
- Joseph Cotten
- Francis De Sales
- Donna Douglas
- Buddy Ebsen
- Norman Fell
- Joan Fontaine
- Ron Foster
- Peter Helm
- Martin Landau
- Charles Laughton
- Julie London
- Peter Lorre
- Tina Louise
- Scott Marlowe
- Lee Marvin
- Tyler McVey
- Vera Miles
- Ricardo Montalbán
- Elizabeth Montgomery
- Mary Tyler Moore
- Margaret O'Brien
- Denver Pyle
- Jimmie Rodgers
- Mickey Rooney
- Janice Rule
- Barbara Rush
- John Williams
- Jane Wyman

## Produzione
La serie fu prodotta da Jamco Productions e girata a negli studios della Universal a Universal City in California. Molte scene in esterni sono state girate a San Francisco. 
Tra i registi della serie sono accreditati Don Weis (6 episodi, 1960-1961), Paul Stewart (6 episodi, 1961-1962), Don Taylor (6 episodi, 1961-1962), Herschel Daugherty (5 episodi, 1960-1961) e Robert Ellis Miller (5 episodi, 1961-1962). Eric Ambler ha scritto la sceneggiatura per i 70 episodi.

## Distribuzione
La serie fu trasmessa negli Stati Uniti dal 1960 al 1962 sulla rete televisiva CBS. È stata poi pubblicata in DVD negli Stati Uniti da Alpha Video Distributors e Timeless Media Group nel 2007.
Alcune delle uscite internazionali sono state:
- negli Stati Uniti il 17 settembre 1960 (Checkmate)
- nel Regno Unito il 29 giugno 1963
- in Francia il 13 giugno 1965 (Échec et mat)
- in Germania Ovest il 1º marzo 1966 (Checkmate)
- in Spagna (Ajedrez fatal)
- in Italia (Scacco matto)

## Episodi
| Stagione         | Episodi | Prima TV originale |
| ---------------- | ------- | ------------------ |
| Prima stagione   | 36      | 1960-1961          |
| Seconda stagione | 34      | 1961-1962          |